# Christos Papanikolaou
Christos Papanikolaou (Χρήστος Παπανικολάου, * 25. listopadu 1941 Trikala) je bývalý řecký reprezentant ve skoku o tyči. V letech 1970 až 1972 byl držitelem světového rekordu.
Začínal v klubu GS Trikalon, později byl členem Panathinaikosu. Na mistrovství Evropy v atletice 1962 byl dvaadvacátý, na olympiádě 1964 skončil na 18. místě. Na mistrovství Evropy v atletice 1966 vybojoval stříbrnou medaili výkonem 505 cm. V roce 1967 vyhrál Středomořské hry. Na olympiádě 1968 byl čtvrtý, stejně jako na domácím mistrovství Evropy v atletice 1969 v Aténách. V roce 1970 byl čtvrtý na halovém mistrovství Evropy a na Univerziádě skončil druhý, 24. října téhož roku vytvořil v Pireu světový rekord 549 cm, jako první v historii tak překonal hranici osmnácti stop. Rekord vydržel do dubna 1972, kdy ho překonal Švéd Kjell Isaksson. Na mistrovství Evropy v atletice 1971 nezdolal v kvalifikaci základní výšku, v tomtéž roce obhájil vítězství na Středomořských hrách. Kariéru zakončil jedenáctým místem na olympiádě 1972.